# Zelena tehnologija
Zelena tehnologija ili Ekološka tehnologija označava primjerice naprave, sredstva opreme, tehničkih i tehnoloških postupaka za zaštitu okoliša ili za ponovno oživljavanje i popravak već oštećenih ekosustava. 
Ti se postupci razvijaju na području ekološkog inženjerstva. Ponekad se znanost koja se bavi tehnologijom za zaštitu okoliša naziva ekološka tehnologija.
Predmet zaštite okoliša su primjerice:
- upravljanje otpadom, spaljivanjem smeća recikliranjem, uređenjem odlagalište otpada, pročišćavanje otpadnih voda,
- tehničke mjere za zaštitu vodu, tla, šuma i zaštita od buke i zračenja,
- tehnike za smanjenje onečišćavanja zraka (npr. prašina),
- tehnike za djelotvorno rabljenje obnovljivih izvora energije,
- mjerenje, prikupljanje i praćenje štetnih tvari i nanesenih ekoloških šteta u okolišu.

Pored toga i izrada koncepcija za ekološki održivu proizvodnju, štednju energije i metoda za izbjegavanje ili smanjenje zagađenja i nastanka otpada.